# Mayura

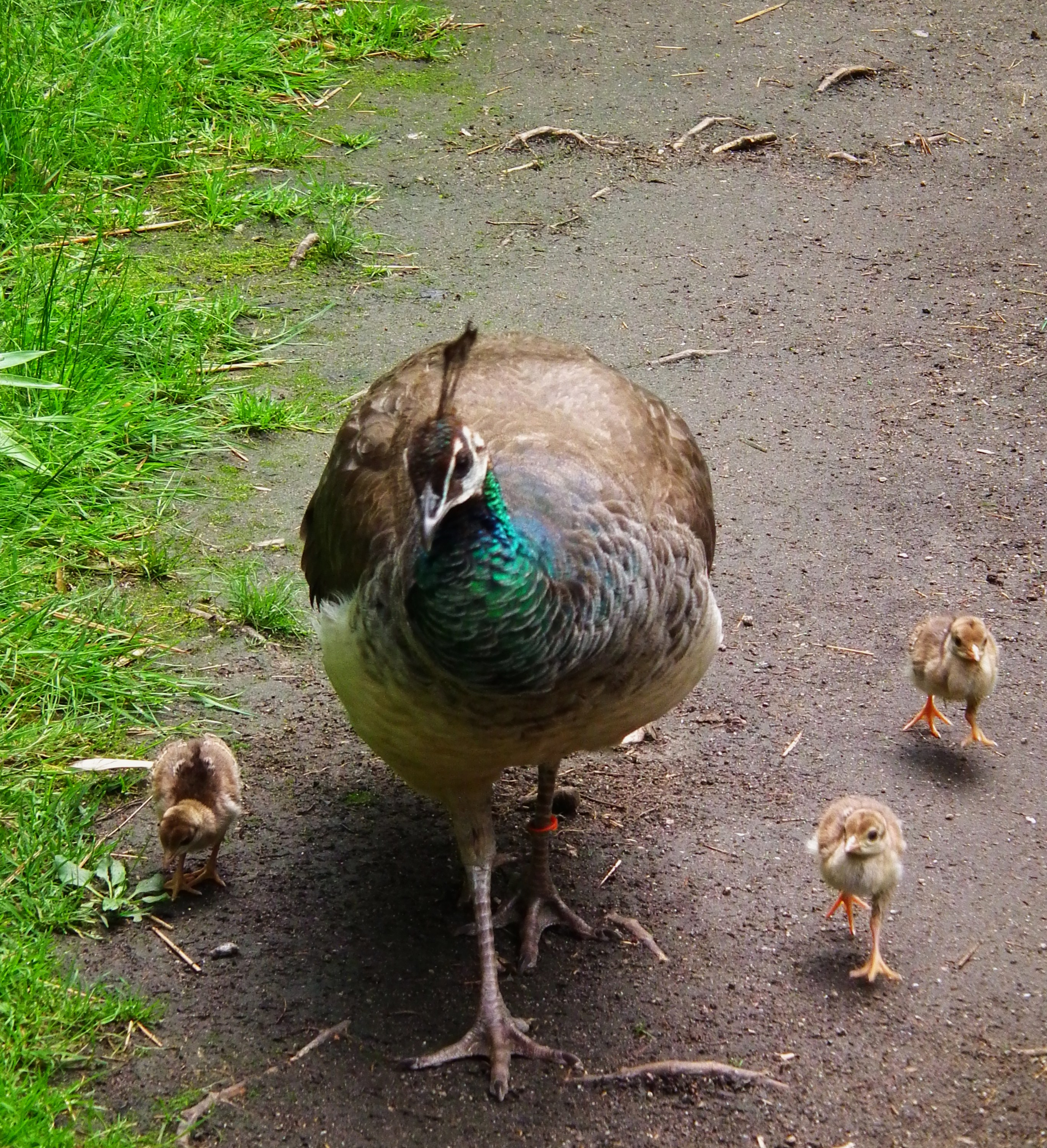
Công lam Ấn Độ và công non

Thần Khổng Tước hay Mayura (tiếng Phạn: मयूर/Mayūra, có nghĩa là chim công chỉ về loài công lam Ấn Độ) là một loài chim thiêng trong thần thoại Ấn Độ (Hindu), chúng được tạc tượng nhiều nơi ở đất nước này và những quốc gia, vùng lãnh thổ bị ảnh hưởng từ Ấn giáo. Đây là loài chim mang vẻ đẹp cao quý và có ý nghĩa trong Phật giáo. với tính cách là một loài chim thần thoại tượng trưng cho sự cao quý và còn gọi là loài chim Phật mẫu. Trong văn hóa Ấn Độ, Khổng Tước gắn liền với hình ảnh nữ thần Lakshmi, nữ thần của sắc đẹp, sự nhân từ, sẻ chia, may mắn, sự giàu có và thịnh vượng. Trong Phật giáo, loài chim này là hóa thân của Khổng Tước Minh Quân Bồ Tát, vị bồ tát giúp tiêu trừ tai ách, khổ nạn, bệnh tật, ma quỷ, từ đó mang đến cho thế gian sự cát tường, như ý.

## Truyền thuyết
Theo truyền thuyết Phật giáo, hai thần điểu có sức mạnh và khả năng khai thiên lập quốc là đại bàng Kim Sí Điểu (Garuda) và Khổng Tước. Cả hai đều được sinh ra từ Phượng Hoàng. Thân hình khổng tước luôn rực cháy khiến bất cứ sinh vật nao tới gần cũng bị thiêu rụi. Nó là loài chim kiêu hãnh và rất hung ác, từng nuốt Phật tổ Như Lai vào bụng. Phật tổ định rằng sẽ lấy tính mạng nó để phổ độ chúng sinh, ngăn ngừa sự ngang tàn hung ác của nó làm hại thế gian. Tuy nhiên các vị tiên đã khuyên can vì cho rằng nếu giết nó chẳng khác giết cha mẹ mình. Từ đó loài chim này được phong làm Phật Mẫu.
Một tích khác theo truyền thuyết của Trung Quốc cho biết, Mayura nguyên là một con công được sinh ra từ thời khai thiên lập địa, tu hành nhiều kiếp, đạt được thần thông. Ở thời Phong Thần, chim công này hiện thân xuống cõi trần là Khổng Tuyên, làm tướng cho vua trụ, trấn giữ ải Tam Sơn, được vua Trụ sai đem binh lính đi đánh Khương Thượng. Khổng Tuyên có năm đạo hào quang ngũ sắc rất mạnh mẽ, có thể thâu được các bửu bối Tiên gia do đó bắt các tướng dễ dàng. Các tướng của Khương Thượng không ai đánh lại Khổng Tuyên, vì không có cách nào khắc chế đạo hào quang ngũ sắc của Khổng Tuyên nên phải chờ Đức Chuẩn Đề Bồ Tát ở Tây phương đến mới thâu phục được Khổng Tuyên.

## Hình tượng
Ở Ấn Độ thì chim công lam được dùng trong rất nhiều biểu tượng, bao gồm cả khi được chọn là quốc điểu của Ấn Độ năm 1963. Chim công trống, được gọi là mayura theo tiếng Sanskrit, từ lâu được hưởng một vị trí huyền thoại ở Ấn Độ và thường được mô tả trong nghệ thuật đền đài, thần thoại, thơ văn, dân ca và truyền thống. 1 nguyên từ trong tiếng Sankrit của mayura có nguồn gốc là mi chỉ đến việc giết và mang ý nghĩa là "sát thủ của rắn". Nhiều vị thần Hindu giáo liên đới với các loài chim, Krishna thường được mô tả với một chiếc lông trên dải băng quấn đầu của thần, trong khi tín đồ thờ phụng thần Shiva liên đới chim giống như chiến mã của Chúa tể chiến tranh, Kartikeya (cũng được gọi là Skanda hoặc Murugan).
Một câu chuyện trong Uttara Ramayana mô tả lãnh đạo Deva, Indra, đã không thể đánh bại Ravana, được che chở dưới cánh chim công, sau đó may mắn có "nghìn mắt" và không còn sợ hãi con rắn. Câu chuyện khác về Indra, sau khi bị nguyền rủa với một ngàn vết loét đã biến thành một con công trống có một nghìn mắt. Trong triết học Phật giáo, chim công tượng trưng cho sự khôn ngoan. Lông chim công được dùng trong nhiều nghi lễ và trang trí. Họa tiết công trống phổ biến trên kiến trúc đền thờ ở Ấn Độ, tiền đồng cổ, hàng dệt may và tiếp tục được sử dụng trong nhiều mặt hàng hiện đại thuộc nghệ thuật và tiện ích ngụ ý đem lại thuận lợi cho gia chủ.